# Fadumo Dayib
Fadumo Qasim Dayib, biệt danh Deeqo, là một chính trị gia người Somalia và là người phụ nữ đầu tiên ra tranh cử Tổng thống Somalia, ứng cử cho bầu cử tháng 11 năm 2016.

## Thơ ấu và giáo dục
Dayib sinh năm 1972 tại Thika, Kenya với cha mẹ Somalia. Mẹ cô đi đến đó sau khi mất mười một đứa con trước đó vì các bệnh có thể phòng ngừa. Cha cô, một tài xế xe tải, đã nâng đỡ cho mẹ và em trai cô. Họ kết hôn trên đường đến Kenya và định cư ở Thika. Cả hai cha mẹ bà đều không biết chữ nhưng cha bà nói được một số ngôn ngữ và mẹ bà, người bán trà bên lề đường, là một nữ doanh nhân táo bạo. Bà có thêm hai anh chị em sinh ra ở Kenya. Cha mẹ bà li dị khi cô còn nhỏ. Gia đình bà đã bị trục xuất khỏi Nairobi vào năm 1989 và bị trục xuất về Mogadishu. Mẹ bà đã bị cầm tù tạm thời vì em trai bà bị nghi ngờ tài trợ cho một nhóm phản đối Siad Barre. Mẹ của Dayib đã bán tất cả mọi thứ để cho phép bà và anh chị em của mình trốn thoát như những người tị nạn đến Phần Lan, nơi bà đã sống từ năm 1990.
Dayib không học đọc và viết cho đến khi bà mười bốn tuổi. Bà học ở Phần Lan để trở thành một y tá chăm sóc quan trọng, kiếm được hai bằng thạc sĩ. Bà đã giành được học bổng Harvard Kennedy School để học theo hệ chính quy. Bà là một ứng cử viên tiến sĩ tại Đại học Helsinki nghiên cứu Nghị quyết Hội đồng Bảo an Liên Hợp Quốc 1325 (Hòa bình, Phụ nữ và An ninh).

## Sự nghiệp
Dayib là một nhà hoạt động thay đổi xã hội, một chuyên gia y tế công cộng và chuyên gia phát triển. Bà đã làm việc trong ngành tư nhân tư vấn về việc làm cho người tị nạn. Bà làm việc cho Liên Hợp Quốc ở Somalia thành lập các phòng khám sức khỏe bà mẹ vào năm 2005, nhưng đã được sơ tán vì những lo ngại về an ninh. Sau đó, bà đã thành lập văn phòng phòng ngừa HIV và các nhà cung cấp dịch vụ chăm sóc sức khỏe được đào tạo cho Liên Hợp Quốc tại Fiji và Liberia.
Dayib tuyên bố ý định tranh cử Tổng thống Somalia vào năm 2014 trong cuộc bầu cử dân chủ đầu tiên được tổ chức từ năm 1967. Bà là một trong mười tám ứng cử viên tổng thống năm 2016, bao gồm cả tổng thống đương nhiệm Hassan Sheikh Mohamud. Bà là nữ ứng cử viên duy nhất. Quyết định của bà để tranh cử tổng thống đã kéo theo các lời đe dọa giết bà. Chủ trương của bà bao gồm các chính sách chống tham nhũng, tham gia chống cắt âm vật và đối thoại với al-Shabaab nếu nhóm này sẽ cắt đứt quan hệ với các tổ chức khủng bố quốc tế và ngừng giết chóc người Somalia. Bà đã nói rằng bà có rất ít cơ hội chiến thắng.

## Cuộc sống cá nhân
Dayib có bốn người con. Bà đã tuyên bố ý định tiếp tục tham gia vào việc cải thiện Somalia ngay cả sau cuộc bầu cử. Fadumo hiện đang sống ở Nairobi với gia đình.